# ポルト湾
ポルト湾は、フランスのコルシカ島西部、カルヴィとアジャクシオの間にある湾。この湾の北側のスカンドーラ半島は、コルシカ地方自然公園の一部、スカンドーラ自然保護区となっている。この保護区や湾に面した町ピアナは奇岩群の存在で知られている。これらの独特の景観は1983年にユネスコの世界遺産（自然遺産）に登録された。なお、当初の登録名は「コルシカのジロラータ岬、ポルト岬、スカンドーラ自然保護区、ピアナ・カランシュ（Cape Girolata, Cape Porto, Scandola Nature Reserve and the Piana Calanches in Corsica）」だったが、2006年に現在の名称「ピアナのカランケ、ジロラータ湾、スカンドーラ自然保護区を含むポルト湾」に改称された。
一帯の植生は主に低木林で、カモメ類、ウ類、ウミワシが生息している。

## 登録区域

### スカンドーラ自然保護区
スカンドーラ自然保護区は、1975年12月9日のデクレ（法令）で、コルシカ地方自然公園内に設定された保護区域である。自然環境を厳格に保護するため、立ち入りが制限されている。スカンドーラ半島の陸上9.19 km²、海域10 km² の計19.19 km² が登録対象である。
保護区はエルパ・ネラ（Elpa Nera）の入り江とスカンドーラ半島の2つの区域から成る。火山活動によって形成された赤い岩だらけの断崖を特徴としており、数多くの洞窟のほか、奇岩群で形成された景色を見ることが出来る。

### ジロラータ湾
ポルト湾の北にある小さな湾で、スカンドーラ半島の南側に当たる風光明媚な入り江を形成している。現地では「ジロラーダ」と呼ばれる。

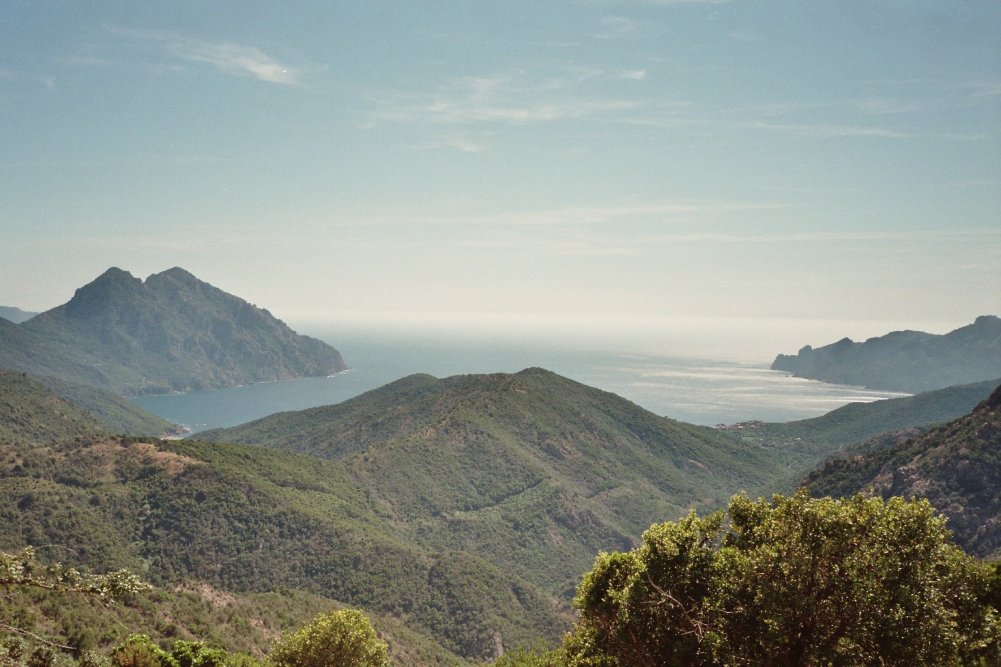
ジロラータ湾

### ピアナのカランケ
ピアナのカランケは、ポルト湾の南縁に広がっている地形。カランケ（Calanche コルシカ語）とは、カランク（Calanque、地中海に見られる岩だらけの複雑な入り江）を表す現地の名称である。ピアナとポルト＝オタを結ぶ色鮮やかな巨岩群を横切る道は、斧で切り拓かれた道を思わせる。見晴らしの良いその道からは、高い暗礁の上に載ったコルシカを取り巻く美しい海を眺めることが出来る。
なお、ピアナは「フランスの最も美しい村」（Les plus beaux villages de France）に選定されている。

## 島内における位置

### 対象地域を含む市町村
- コルス＝デュ＝シュド県
  - オザーニ（フランス語版）（Osani）
  - オタ（フランス語版）（Ota）
  - パルティネッロ（フランス語版）（Partinello）
  - ピアナ（フランス語版）（Piana）
  - セッリェーラ（フランス語版）（Serriera）

- オート＝コルス県
  - ガッレリア（Galleria）

## 登録基準
この世界遺産は世界遺産登録基準のうち、以下の条件を満たし、登録された（以下の基準は世界遺産センター公表の登録基準からの翻訳、引用である）。
- (7) ひときわすぐれた自然美及び美的な重要性をもつ最高の自然現象または地域を含むもの。
- (8) 地球の歴史上の主要な段階を示す顕著な見本であるもの。これには生物の記録、地形の発達における重要な地学的進行過程、重要な地形的特性、自然地理的特性などが含まれる。
- (10) 生物多様性の本来的保全にとって、もっとも重要かつ意義深い自然生息地を含んでいるもの。これには科学上または保全上の観点から、すぐれて普遍的価値を持つ絶滅の恐れのある種の生息地などが含まれる。